# El llop estepari
El llop estepari (Der Steppenwolf, en alemany) és el títol d'una de les més cèlebres novel·les de l'escriptor suís Hermann Hesse, la qual combina l'estil  autobiogràfic amb alguns elements de fantasia, especialment cap al final de l'obra. El llibre és en gran part un reflex de la profunda crisi espiritual que va patir Hesse en la dècada de 1920, mentre retrata la divisió del protagonista entre la seva humanitat i la seva aparença de llop com l'agressió i la manca d'habitatge. La novel·la es va convertir en un èxit internacional, tot i que Hesse va dir posteriorment que el llibre, en gran manera, va ser mal interpretat.

## Història
A principis de 1924, Hesse es va casar amb la seva segona esposa, la cantant Ruth Wenger. No obstant això, després de diverses setmanes l'escriptor va deixar la ciutat de Basilea per tornar a finals d'any llogant un apartament separat. Després d'un curt viatge a Alemanya junts, Hesse va decidir deixar definitivament de veure la seva dona, enmig d'un creixent dolor produït per l'aïllament i la incapacitat  psicològica de relacionar-se amb el món exterior, la qual cosa el va portar a tenir episodis de gran desesperació en els quals tenia pensaments propers al suïcidi.
Hesse va començar a treballar en la novel·la a Basilea i va continuar a Zúric, publicant en 1926 un precursor d'aquesta: un llibre de  poemes titulat La Crisi. La versió definitiva de la novel·la no va ser publicada fins a 1928.

## Estructura
El llibre es desenvolupa a través d'uns manuscrits creats pel mateix protagonista, Harry Haller, els quals són presentats al lector per un conegut de Harry en la introducció de l'obra. Dins dels manuscrits es narren els problemes, la vida del protagonista i la seva difícil relació amb el món i amb si mateix.
La novel·la està composta per quatre apartats:
- Una introducció a càrrec del nebot de la dona que li lloga la seva habitació a Harry Haller, que presenta les anotacions del protagonista sota el tema de "El manuscrit trobat".
- La primera part d'aquestes notes, titulada "Anotacions de Harry Haller", Només per a bojos
- Un "Tractat del llop estepari", No per qualsevol, en què s'analitza la complexa psicologia del protagonista des d'un punt de vista extern.
- La segona i última part de les "Anotacions de Harry Haller", Només per a bojos

A mesura que la novel·la avança, la distinció entre realitat i somni desapareix, sobretot en l'anomenat "Teatre Màgic".

### El teatre Màgic
Hermine també presenta a Harry un saxofonista misteriós anomenat Pau, que sembla exactament el contrari del que Harry considera un home seriós i pensatiu. Després d'assistir a un fastuós ball de màscares, Pau porta a Harry al seu metafòric "teatre màgic", on les preocupacions i nocions que plagaren la seva ànima es desintegren mentre participa en l'eteri i fantasmagòric, alhora que experimenta les fantasies que existeixen en la seva ment. El teatre màgic és un passadís llarg en forma de ferradura, amb un mirall en un extrem i moltes portes grans de l'altra. Harry entra en cinc d'aquestes portes, que representen cadascuna un capítol diferent de la seva vida.

## Personatges principals
- Harry Haller, el protagonista, un home de mitjana edat
- Pau, un saxofonista
- Hermine, una jove amb la qual Haller es reuneix al ball
- Maria, amiga de Hermine

## Cinema, TV o adaptacions de teatre
La novel·la va ser adaptada en un  film del mateix nom el 1974. Protagonitzada per Max von Sydow i Dominique Sanda, va ser dirigida per Fred Haines.

## Curiositats
- Les inicials del nom del protagonista Harry Haller (HH), són les mateixes de l'autor de la novel·la: Hermann Hesse.